# Nate Barnett
Nathaniel Barnett jr., detto Nate (Ibadan, 29 gennaio 1953), è un ex cestista statunitense, professionista nella ABA.

## Carriera
Venne selezionato dagli Houston Rockets al settimo giro del Draft NBA 1975 (119ª scelta assoluta).